# Orde van Sint-Silvester en de Militia Aurarta
In 1841 werd de oude Orde van de Gulden Spoor door Paus Gregorius XVI gereorganiseerd. De naam werd in Orde van Sint-Sylvester en de Militia Aurarta veranderd om zo de stichter, al zal die stichtingsdatum een legende zijn, de heilig verklaarde Paus Sylvester I te eren.In werkelijkheid werd de Orde van de Gulden Spoor in 1559 ingesteld door Paus Pius IV maar de "Militia Aurarta" gaat terug tot in de middeleeuwen.
De orde had twee klassen; Ridder en Commandeur, en heeft in deze door Paus Gregorius beoogde tweeklassige vorm niet langer dan tot 1905 bestaan. Toen werd de Orde van de Gulden Spoor weer hersteld en werd de Orde van Sint-Sylvester een zelfstandige orde voor zeer verdienstelijke katholieke leken. Zie ook: Orde van Sint-Sylvester.
Orde van de Gulden Spoor ·
Orde van Sint-Cecilia ·
Orde van Christus ·
Orde van Sint-Gregorius de Grote ·
Orde van het Heilig Graf ·
Orde van Sint-Johannes de Doper ·
Orde van Malta ·
Orde van Verdienste "Pro Merito Militensi" ·
Orde van de Moor ·
Orde van Pius ·
Piusridders ·
Silvesterorde ·
Orde van Sint-Silvester en de Militia Aurarta ·
Gouden Roos ·
Pro Ecclesia et Pontifice ·
Bene Merenti ·
Medaille Pro Petri Sede ·
Medaille Fidei et Virtuti
Zie ook: Ridderorden van het Vaticaan